# Abschnittsbefestigung Ergoldsbach

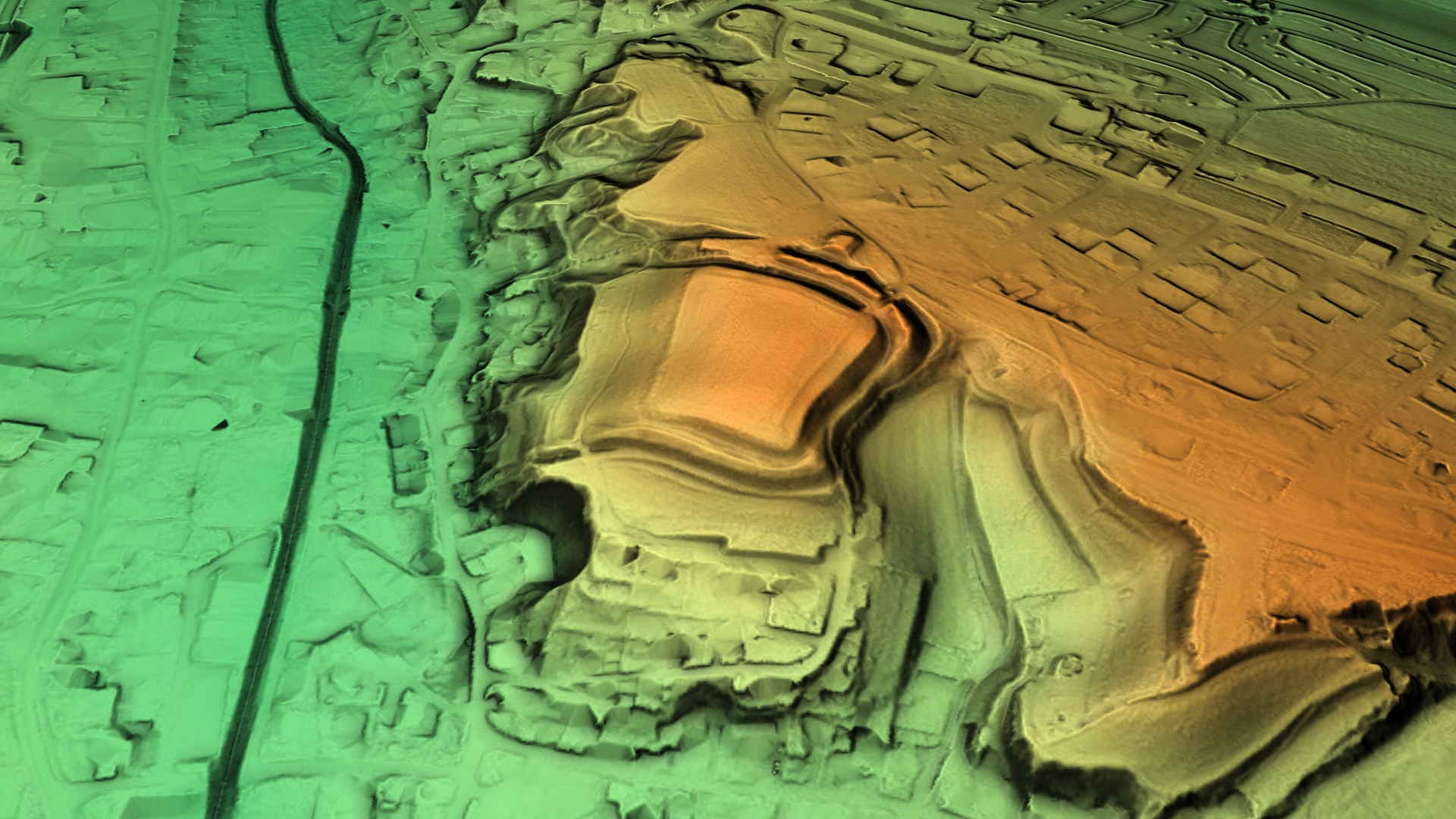
3D-Ansicht des digitalen Geländemodells

Die Abschnittsbefestigung Ergoldsbach befindet sich im niederbayerischen Markt Ergoldsbach im Landkreis Landshut. Die abgegangene Höhenburganlage liegt etwa 400 m entfernt von der Pfarrkirche St. Peter und Paul. Sie wird als Bodendenkmal unter der Aktennummer D-2-7339-0004 als „frühmittelalterliche Abschnittsbefestigung, Turmhügel des Mittelalters und untertägige mittelalterliche und frühneuzeitliche Befunde im Bereich des abgegangenen Schlosses von Ergoldsbach, darunter die Spuren von Vorgängerbauten bzw. älterer Bauphasen und abgebrochenen Gebäudeteilen“ geführt.

## Beschreibung
Die Abschnittsbefestigung liegt auf dem Kapellenberg am östlichen Talrand des Goldbaches bzw. des Ergoldsbacher Baches, einem Zufluss zur Kleinen Laber. Die Wallanlage besitzt einen annähernd quadratischen Innenraum mit den Ausmaßen von 100 × 100 m. Die Anlage wird im Westen durch einen Steilabfall und gegen Osten durch ein nach Norden verlaufendes Kerbtälchen geschützt. Am westlichen Steilhang fehlen Befestigungselemente, aber an der Nord-Nord-Ost-Front sind sie sehr stark ausgeprägt. Hier wird der nach Westen ansteigende Innenraum durch einen fast geradlinigen 2,5 bis 3,5 m tiefen Graben begrenzt, von dessen Sohle steigt ein steil geböschter Wall um vier Meter auf, der wieder zu einem vorgelagerten Außengraben abfällt. Dieser Wall ist heute im Bereich der Bergkapelle eingeebnet. An dieser Stelle lag der frühere Durchlass, die Überbrückung der Gräben und der Durchstich durch den Wall scheinen jüngeren Datums zu sein. Das Wall-/Grabensystem der Nordfront zieht sich bogenförmig um die Nordostecke nach Süden herum; dabei geht der Wall in eine mittlere Hangstufe über. An der Nordostecke besitzt die äußere Böschung des Außengrabens ein dammartiges Aussehen. Zwischen den beiden oberen Hangstufungen der Südfront scheint ein ehemaliger Halsgraben zu liegen. Heute ist die Wallfestung in eine weitläufige Parkanlage integriert. Auf dem nördlichen äußeren Wall befindet sich die Lourdes-Kapelle.